# 설인귀
설인귀(薛仁貴, 614년 ~ 683년)은 당나라 초기의 명장 중의 하나이다. 이름은 설례(薛禮)였으며, 자는 인귀(仁貴)로, 통상 설인귀로 알려져 있다.
그의 경력 중에는 고구려 원정이 있었고, 670년대의 토번 원정과 신라 원정에서는 패하였다.

## 생애

### 당나라 궁성의 북문을 수비한 우령군중랑장
강주(絳州) 용문 출생으로 아버지는 설궤(薛軌)이며, 어려서 가난해 농사를 지어 먹고 살았다고 한다.
당 태종 정관 19년/고구려 보장왕 4년(645년) 태종이 고구려를 공격할 때, 아내 류씨(柳氏)의 권유로 장사귀(張士貴)의 군졸로 응모, 낭장(郎将) 유군앙(劉君昂)을 고구려군의 포위를 뚫고 구해내면서 이름을 떨쳤고, 안시성 공방전에서 안시성을 구원하러 출정한 고구려 장군 고연수의 군을 상대로 사람들의 눈에 띄는 흰옷에 창을 들고 두 개의 활을 쥐고 선봉에 서서 공을 세웠고, 이것이 태종의 눈에 띄어 금백(金帛)을 하사받고 유격장군(遊擊將軍) ・ 운천부과의(雲泉府果毅)로 발탁되었다. 당군이 안시성에서 퇴각한 뒤에는 우령군중랑장(右領軍中郎将)으로 전임, 장안 궁성의 북문 수비를 맡게 되었다.
당 고종 때인 영휘(永徽) 5년654년 고종이 만년궁(万年宮)으로 행차해 있었을 때 한밤중에 홍수가 나서 현무문(玄武門)까지 물에 잠겼을 때 숙위들이 거의가 도망가서 흩어진 사이에, 설인귀는 「천자가 위급한데 어찌 죽음을 두려워할까?」라며 문을 올라가 큰소리로 외쳐 궁중에 경고하였고, 고종이 잠에서 깨어 궁을 빠져나왔을 때 고종의 침소가 물에 잠겼다. 설인귀 덕분에 목숨을 구한 고종은 그를 충신이라며 칭찬하였다고 한다.
현경(顕慶) 2년(657년) 소정방(蘇定方)이 서튀르크(西突厥)의 아사나하로(阿史那賀魯)를 공격할 때 설인귀를 대의명분 없는 전쟁은 있을 수 없다며 아사나하로에게 붙잡혀 있던 아사나니숙(阿史那泥孰)의 처자를 탈환해 은덕을 보이자는 진언을 올렸고, 그의 작전은 성공하였다.
현경 3년(658년) 정명진(程名振)의 부장으로 고구려를 공격했을 때 고구려의 귀단성(貴端城)을 함락시키는 공을 세웠다. 현경 4년/보장왕 18년(659년)에 양건방(梁建方) ・ 글필하력(契苾何力) 등과 함께 횡산(橫山)에서 고구려 장군 온사문(温沙門)을 상대하여 승리하였고, 적중에 단독으로 돌진해 들어 가서 공적을 세웠다. 또한 고구려의 석성(石城)에서 단기(単騎)로 돌격해서 적의 궁수를 사로잡았다고 한다. 또한 신문릉(辛文陵)과 함께 거란을 흑산(黒山)에서 격파하고 그 왕인 아복고(阿卜固)를 사로잡아 동도(東都) 낙양(洛陽)으로 보냈다. 그 공적으로 설인귀는 좌무위장군(左武衛将軍)에 임명되었고 하동현남(河東県男)에 봉해졌다.
용삭 원년(661년) 철륵도행군부총관(鉄勒道行軍副総管)으로 임명되었다. 출발 전에 당 고종 앞에서 화살을 쏘아 한 번에 다섯 벌의 갑옷을 꿰었고, 고종이 이에 경탄하였다고 한다. 용삭 2년(662년) 튀르크의 10여 만 군사가 당군을 공격해 그 정예 기병 수십 기가 당군에 도전해 왔을 때 설인귀는 세 발의 화살을 쏘아 세 사람을 죽였다. 이에 당군의 사기가 올랐고 거꾸로 튀르크군은 사기를 잃어 당군에 항복하였다. 이때 설인귀는 후환이 될 것을 우려해서 투항한 튀르크 병사들을 모두 구덩이에 파묻어 죽였다. 당의 군중에서는 「장군이 세 화살로 천산(天山)을 평정하니 장사들은 장가(長歌) 부르며 한관(漢関)에 들어 오네」라는 노래를 불렀다고 한다.

### 신라와 연합하여 고구려를 멸망시킨 장군
건봉(乾封) 원년/고구려 보장왕 25년(666년) 고구려의 대막리지 연개소문이 죽고 그 장남 연남생(淵男生)이 아우 연남건(淵男建) ·연남산에게 쫓겨 당으로 망명해 오자 당 고종은 방동선(龐同善) 등을 보내어 그를 위무하였는데, 연남건이 연남생의 당 망명을 막으려 하자 설인귀는 고종의 명을 받들어 건봉 2년(667년) 고구려 신성(新城)에 도착, 이적(李勣)의 휘하에 들어 갔다. 설인귀는 남건이 보낸 고구려 군사의 야습을 격퇴하고 남소(南蘇)·목저(木底)·창암(蒼巖) 등 3성을 함락시키고 연남생의 군과 합류하였다. 총장 원년(668년)에 정예 2천 명을 거느리고 부여성(扶余城)을 쳐서 함락시키고 연해 지방을 경략하며 이적의 군과 합류하였다. 나·당 연합군에게 고구려가 망한 후, 당은 평양에 안동도호부를 설치하고, 고구려의 행정구역이었던 5부, 176성, 697,000의 민호를 나누어 9도독부, 42주, 100현으로 하고, 평양에 안동도호부를 설치하여 설인귀를 검교안동도호(檢校安東都護)로써 통치하게 하였다. 설인귀는 유인궤(劉仁軌)와 함께 평양에 주둔하라는 명을 받고 좌무위대장군에 임명되어 평양군공(平陽郡公)에 봉해졌다. 하지만 고구려 부흥군의 거센 저항과 이들을 지원하는 신라의 반격으로 평양에 위치해 있던 안동도호부는 요동성을 거쳐 신성으로 옮겨가야 했다.
함형 원년(670년) 티베트에 멸망당했던 토욕혼(吐谷渾)을 부흥시킨다는 명분으로 토번 침공이 결정되었는데, 설인귀는 라사도행군대총관(邏娑道行軍大総管)으로 임명되어 아사나도진(阿史那道真) ・ 곽대봉(郭待封) 등을 거느리고 대비천(大非川)에서 오해성(烏海城)으로 이동하였다. 하지만 곽대봉이 설인귀의 지시를 따르지 않고 운송하던 군수물자를 천천히 운반하다 티베트군에게 포착되어 양식과 무기 보급에 궤멸적인 타격을 입었다. 설인귀는 할 수 없이 대비천으로 물러났지만 그곳에서 티베트의 가르친링(論欽陵)이 이끄는 40만 군사의 습격으로 대패하였다(대비천 전투). 설인귀는 가르친링과 화약을 맺고 돌아올 수 있었고, 토욕혼의 옛 땅은 티베트에 넘어갔다. 설인귀는 이 일로 관직을 잃고 서인으로 떨어졌다.

### 고구려 부흥군을 지원한 신라군에 패배
이어 고구려 부흥군이 신라의 지원을 받아 봉기하면서(나당전쟁) 함형 2년/신라 문무왕 11년(671년) 설인귀는 계림도행군총관(鷄林道行軍總管)으로 재기용되어 신라를 침입했고, 이때 설인귀는 앞서 당의 병사를 청해서 백제와 고구려를 멸망시켜 놓고 이제 와서 백제 땅을 점거하고 고구려 유민을 지원해 당에 맞서려 드는 신라를 비방하는 편지를 문무왕에게 보냈으며, 문무왕은 이에 대해 당병이 신라를 도와 백제, 고구려를 멸망시키고 나면 패강(대동강) 이남은 모두 신라의 영토로 인정하기로 했음에도 백제를 멸망시켜 놓고도 그대로 백제 땅에 머무르며 웅진도독부를 내세워 신라와의 약속을 어기려 들었던 과거 당의 태도를 지적하는 답서를 보냈다. 이후 설인귀는 모종의 사건에 연루되어 소환되어 상주(象州)로 유배되었다가 훗날에 사면을 받아 귀환할 수 있었다. 상원(上元) 2년/신라 문무왕 12년(675년) 당은 신라의 천성(泉城)을 공격했으나 실패했고, 의봉 원년/신라 문무왕 13년(676년) 11월 설인귀가 이끄는 병선이 기벌포를 침범하였는데, 신라의 사찬(沙飡) 시득이 이끄는 신라 함선이 이를 맞아 싸웠다. 처음에는 신라군이 패하였으나, 이어 크고 작은 22번에 걸친 싸움 끝에 당나라 수군 4,000여 명이 죽었다.
개요 원년(681년) 과주자사(瓜州刺史) ・ 우령군위장군(右領軍衛将軍)에 검교대주도독(検校代州都督)으로 임명되었으며, 이듬해 당의 북쪽 변경을 공격한 튀르크의 아사덕원진(阿史徳元珍)을 운주(雲州)에서 격퇴했다.
영순 2년(683년) 일흔의 나이로 사망하였다. 사후 우효위대장군(左驍衛大将軍) ・ 유주도독(幽州都督)이 추증되었다.
《구당서》(舊唐書) ‧ 경적지(經籍志)와 《신당서》(新唐書) ‧ 예문지(藝文志)에는 모두 설인귀의 저작으로 「《주역신주본의》(周易新注本義) 14권」이 있었다고 전하고 있다.

## 가계

### 관련 인물
설란　설안도　설눌　설숭　설악　설평

## 자손
- 장남 설눌(薛訥:649~720)[3]
  - 손자 설직(薛直)
    - 아들 설견(薛堅) - 명주자사(洺州刺史)
- 아들 신혹(愼惑)
  - 손자 설광(薛光)
    - 아들 설웅(薛雄)[4]
- 아들 초경(楚卿)
- 아들 초진(楚珍)
- 아들 초옥(楚玉)[5]
  - 아들 설고(薛嵩)[6]
    - 아들 설평(薛平)[7]
      - 아들 설종(薛從)[8]

  - 아들 설악(薛崿)[9]

## 대중문화에서
설인귀의 고사는 널리 민간에 유포되어 원대(元代) 장국빈(張国賓)에 의해 잡극(雑劇) 「설인귀포금환향」(薛仁貴衣錦還郷)이 집필되었다. 또한 청대(清代) 작자 미상의 통속소설 《설인귀정동》(薛仁貴征東)이 집필되기도 하였다. 설인귀정동은 18세기 이후 조선에도 《백포소장설인귀전》(白袍少將薛仁貴傳)(축약된 제목이 《설인귀전》)이라는 제목으로 번역되어 유포되었다.

## 신격화된 설인귀
조선의 《세종실록》지리지 및 《신증동국여지승람》에는 양주 적성현(현재의 한국 경기도 파주시)에 위치한 감악산의 산신은 설인귀라고 지목하고 있으며, 신라 사람들이 그를 위해 사당을 세웠으며 이후 감악산의 산신이 되었다고 전하고 있다. 현지 전승에서는 설인귀가 실은 한국 사람이었고 후에 중국에 넘어가서 장군으로 출세하였으며 훗날 자신이 태어난 본국으로 돌아와서 감악산에 좌정하였다고 전한다. 또한 북한의 신의주 압록강변에도 설례묘(薛禮廟)라는 이름의 사당이 있었는데 이곳에 설례 즉 설인귀를 모셨다고 한다.

## 설인귀가 등장한 작품
- 《연개소문》(SBS, 2006년~2007년, 배우 : 유태웅)
- 《대조영》(KBS, 2006년~2007년, 배우 : 이덕화)
- 《대왕의 꿈》(KBS, 2012년~2013년, 배우 : 성민수)
- 《한국사기》(KBS, 2017년~2017년, 배우 : 홍성호)

### 영화
- 《안시성》 (2018년, 배우 : 신유람)

## 같이 보기
- 소정방